# Ordre du Mérite commercial et industriel
L’ordre du Mérite commercial et industriel, créé par décret en date du 29 juin 1961 en France, remplace l'ordre du Mérite commercial qui avait pour but de récompenser les services rendus à l'activité économique et au commerce extérieur de la France, par des personnes que distinguait leur valeur professionnelle. Il était administré par le Ministre de l'Industrie et du Commerce, assisté d'un conseil de l'Ordre.
Cet ordre ministériel est de fait en extinction depuis le 1er janvier 1964, mais les titulaires actuels survivants des grades de cet ordre continuent à jouir des prérogatives y étant attachées en vertu de l'article 38 du décret n°63-1196 portant création d'un ordre national du Mérite.

## Insigne
L'insigne est l'œuvre du graveur Georges Guiraud[réf. nécessaire]. Il a existé quatre types différents d'insignes.

## Grades
L'ordre comporte trois grades : chevalier, officier et commandeur.

Chevalier
Officier
Commandeur